# Publius Popillius Laenas
Publius Popilius Laenas war ein römischer Politiker im 2. vorchristlichen Jahrhundert.

## Herkunft und Familie
Publius Popillius Laenas, Sohn eines Gaius und Enkel eines Publius, entstammte einer alten plebejischen Familie, die seit dem 4. vorchristlichen Jahrhundert eine bedeutende Rolle in der römischen Geschichte spielte und ab 359 v. Chr. mehrere Konsuln hervorbrachte. Marcus Popillius Laenas war nach der Zulassung der Plebejer zu den Ämtern im Jahre 366 v. Chr. in der 2. Hälfte des 4. Jahrhunderts v. Chr. viermal (vielleicht sogar fünfmal) römischer Konsul.

## Leben

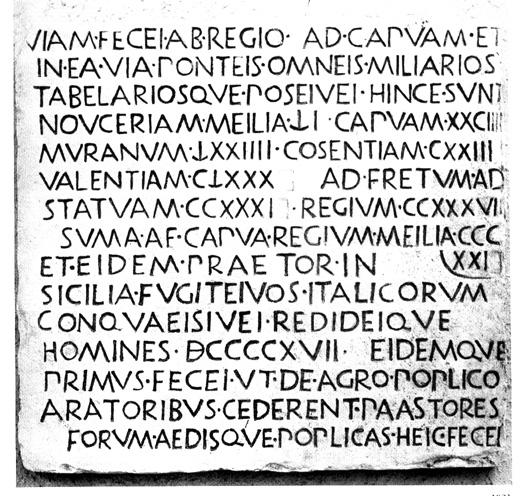
Inschrift aus Polla, wohl dem antiken forum Popilium (Lukanien), an der via Popilia

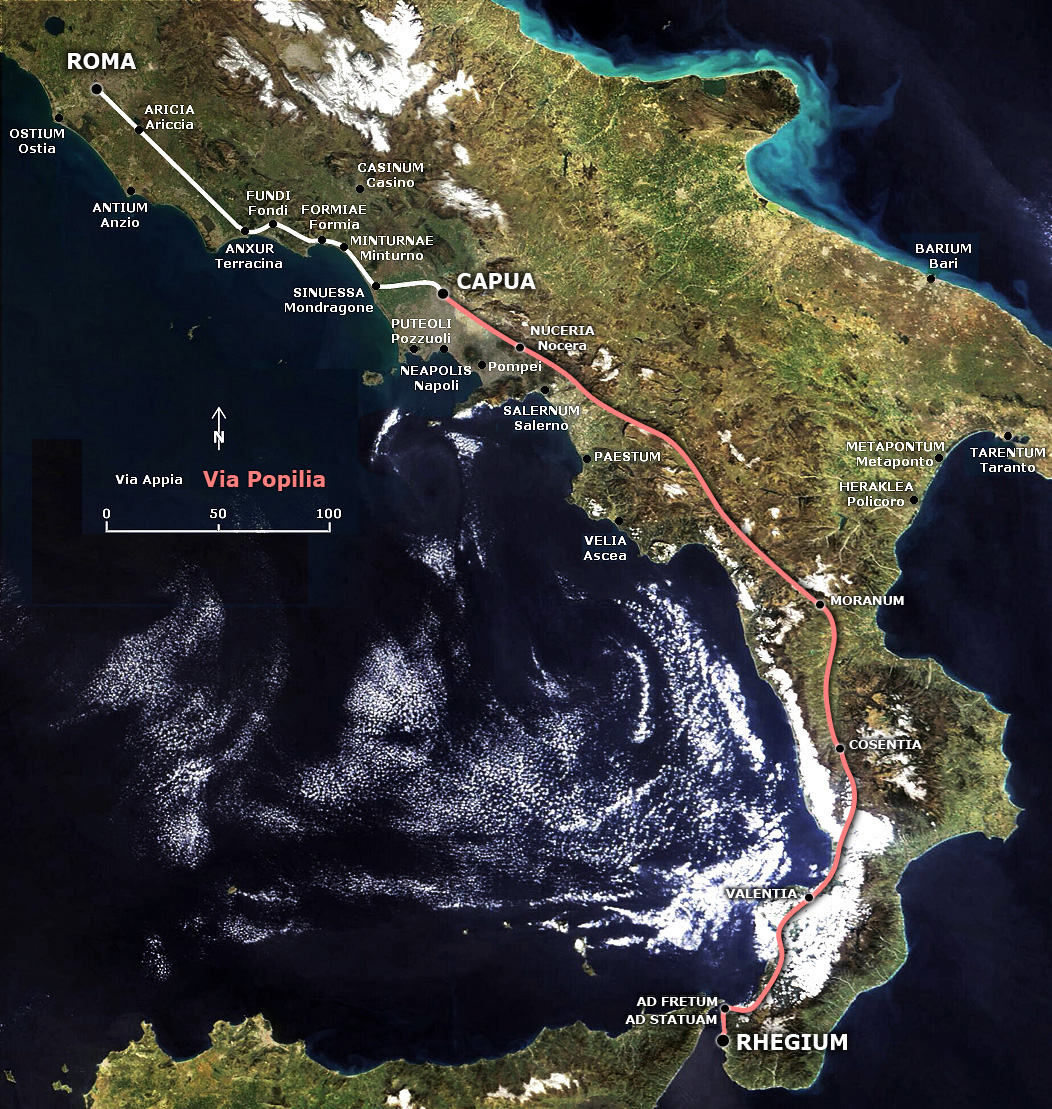
Die via Popilia führte von Capua über Consentia und Vibo nach Rhegium.

Nach einer Inschrift auf einem Meilenstein, die in der Nähe der von ihm gegründeten Stadt Forum Popillium in Lukanien gefunden wurde, war Publius Popillius Laenas im Jahr 135 v. Chr. Prätor in Sizilien und stellte als solcher 917 entlaufene Sklaven ihren Besitzern wieder zu. Mit Publius Rupilius wurde er dann für das Jahr 132 zum ordentlichen Konsul gewählt. Als Vertreter der Optimaten war er ein entschiedener Gegner der Gracchen. Neben der Bekämpfung des Tiberius Sempronius Gracchus und dessen Anhänger, von denen er mehrere verurteilte, widmete er sich während seines Konsulats vor allem dem Straßenbau in Italien. So hat er die nach ihm benannte via Popilia von Rhegium nach Capua bauen lassen und diese Straße mit Meilensteinen (miliarii) bestückt. Ebenfalls in seinem Konsulat baute er die ebenfalls via Popillia genannte Straße von Ariminum nach Atria. Wie er selbst berichtete, übernahm er eine Forderung der Gracchen, die Staatsland an Siedler aufteilen wollten, und wies Teile des ager publicus, das als Weideland verpachtet war, Ackerbürgern (aratores) zu. In diesem Zusammenhang gründete er Forum Popillium in Lukanien und an der via Aemilia eine gleichnamige zweite Siedlung. Obwohl die Aufsiedlung öffentlichen Weidelandes den Forderungen der Anhänger der Gracchen entsprach, ging er mit seinem Amtskollegen Rupilius mit aller Schärfe gegen diese vor und verurteilte sie zum Tod ohne Gerichtsverfahren. Wegen dieser ungesetzlichen Vorgehensweise rächte sich der überlebende Bruder des Tiberius Gracchus, Gaius Sempronius Gracchus, in seinem Volkstribunat 123 v. Chr. durch die lex Sempronia de provocatione und setzte wegen der ungesetzlichen Tötung der gracchischen Gefolgsleute Laenas’ Verbannung durch. Publius Laenas musste daraufhin ins Exil nach Nuceria gehen, wurde aber nach der Ermordung des Gaius Gracchus 121 v. Chr. aufgrund einer Rogatio des Volkstribunen Lucius Calpurnius Bestia wieder zurückgerufen. Das Todesjahr des Publius Popillius Laenas ist ebenso unbekannt wie sein Geburtsjahr.